# SS Balbec
SS Balbec byl parník vybudovaný roku 1852 v loděnicích William Denny & Co. v Dumbartonu pro rejdařství Cunard Line. Loď o hrubé prostornosti 774 BRT byla nasazována na středomořské linky, od roku 1863 pak na linku Liverpool-Le Havre. V roce 1884 Balbec ztroskotal a potopil se.